# 古魯帕

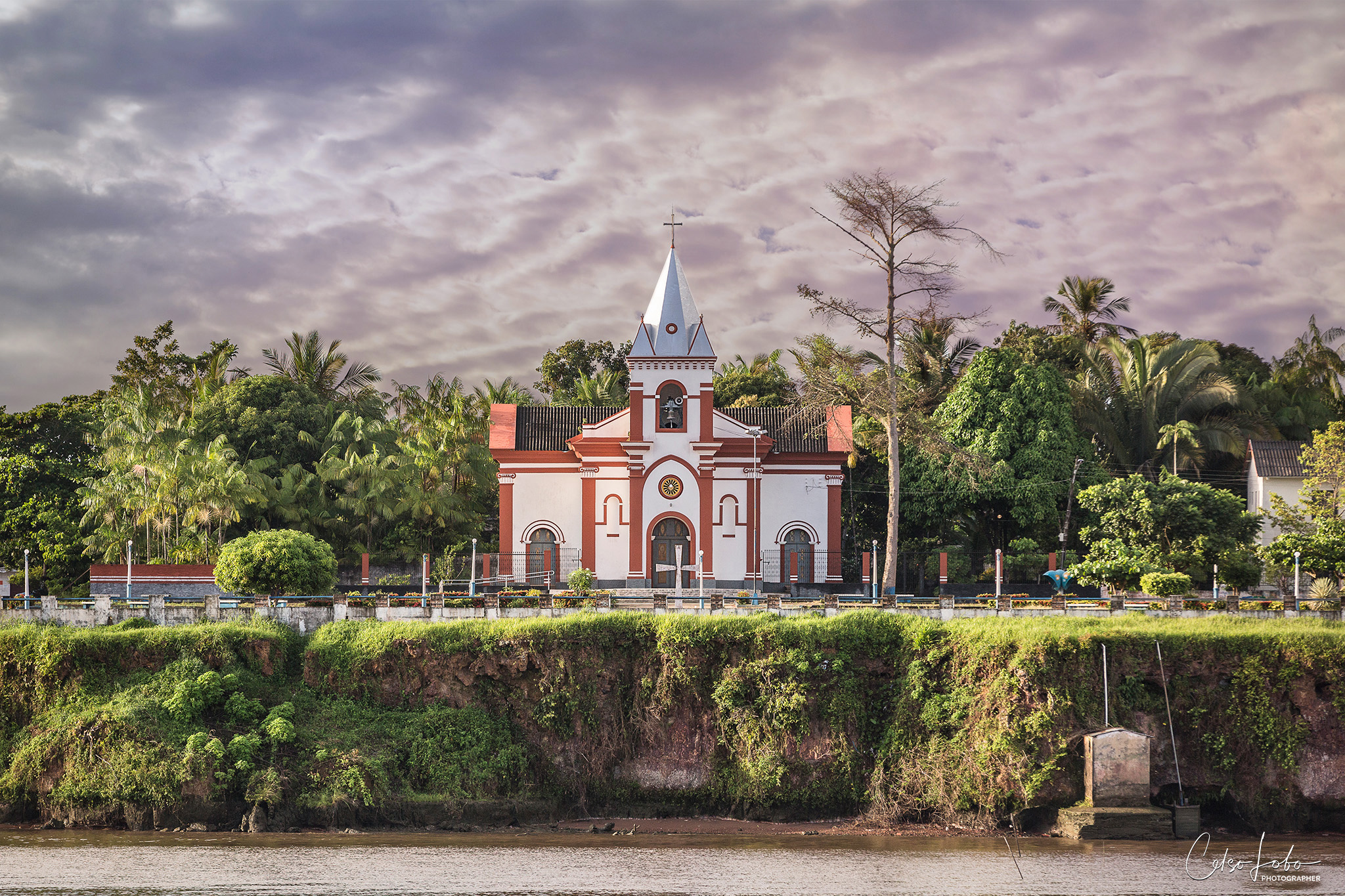
古魯帕

古魯帕（葡萄牙語：Gurupá），是巴西的城鎮，位於該國北部，由帕拉州負責管轄，始建於1623年11月11日，面積8,540平方公里，海拔高度20米，2010年人口29,062，人口密度每平方公里3.4人。
1°24′18″S 51°38′24″W / 1.40500°S 51.64000°W